# Антониане святого Ормизда Халдейского

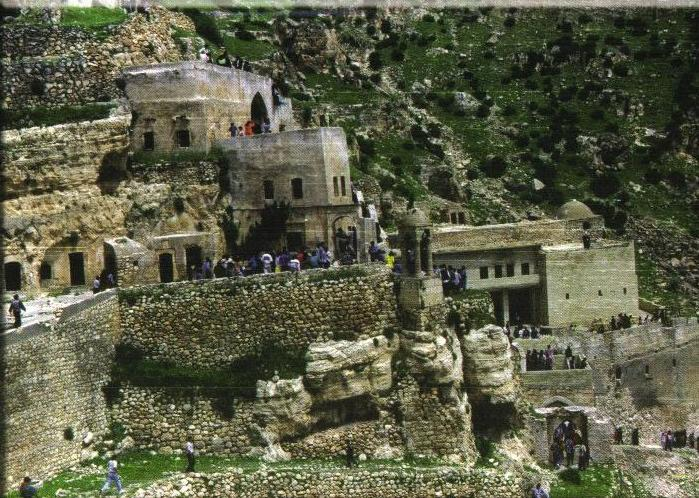
Монастырь святого Раббана Ормизда — одна из обителей антониан святого Ормизда Халдейского

Антониане святого Ормизда Халдейского (лат. Ordo Antonianus Sancti Hormisdae Chaldeorum, OAOC) — монашеский орден папского права Халдейской католической церкви. Монашеский орден назван именем святого Раббана Ормизда.

## История
Орден антониан святого Ормизда Халдейского был основан в 1808 году монахом Джибраилом Данбо при продержке епископа Мосула будущего патриарха Иоанна VIII Гормизда. В 1808 году Джибраил Данбо поселился с несколькими монахами в закинутом монастыре святого Раббана Ормизда. Джибраил Данбо с 1827 по 1830 год проживал в Риме и за это время занимался каноническим утверждением основанного им монашеского ордена.
После смерти основателя монашеская община была реорганизована бывшим насельником монастыря епископом Амадии будущим патриархом Вавилона Халдейского Иосифом Аудо. Епископ Иосиф Аудо послал в Рим представителя монастыря с просьбой утвердить новый орден.
26 сентября 1845 года римский папа Григорий XVI утвердил устав антониан святого Ормизда Халдейского.

## Настоящее время
В середине XX века в результате политических обстоятельств в Ираке монашеский орден распался. Монашеская жизнь была восстановлена в 1962 году.
В 2012 году орден состоял из 7 монастырей и 42 монахов, из которых 22 человека являются священниками. В настоящее время антониане святого Ормизда Халдейского работают в различных приходах Халдейской католической церкви в Ираке, США, Австралии, Иране, Ливане и Сирии. Центральный монастырь святого Антония находится в Багдаде.

## Источник
- Annuario Pontificio, Libreria Editrice Vaticana, Città del Vaticano, 2003, стр. 1327, ISBN 88-209-7422-3
- Guerrino Pelliccia e Giancarlo Rocca (curr.), Dizionario degli Istituti di Perfezione (DIP), 10 voll., Edizioni paoline, Milano, 1974—2002.